# مهمانسرای جن‌زده
«مهمانسرای جن‌زده» (انگلیسی: The Bewitched Inn) یک فیلم صامت کوتاه فرانسوی به کارگردانی ژرژ ملی‌یس است که در سال ۱۸۹۷ منتشر شد. از بازیگران آن می‌توان به ژرژ ملی‌یس اشاره کرد. در این فیلم از جلوه‌های ویژه سینمایی استفاده شده است.